# Angelo Dibona
(Angelo Dibona )
Angelo Dibona "Pilato" (Cortina d'Ampezzo, 7 aprile 1879 – Cortina d'Ampezzo, 21 aprile 1956) è stato un alpinista e guida alpina italiano con cittadinanza austro-ungarica.
È considerato uno fra i migliori arrampicatori del XX secolo.

## Biografia
Angelo Dibona, figlio di Luigi Dibona e Veneranda Dimai, nacque il 7 aprile 1879 a Cadìn, una frazione del comune di Cortina d'Ampezzo. Il nonno materno era Angelo Dimai, guida alpina che accompagnò Paul Grohmann in alcune delle sue scalate dolomitiche. Frequentò le scuole elementari e poi si iscrisse ad una scuola di filigrana, la scuola d'arte di Cortina. Abbandonò presto gli studi e fece il pastore a Federa. Lavorò poi per un'oreficeria e infine divenne portatore.
Nel 1900 entrò nel corpo Kaiserjäger a Innsbruck per svolgere il servizio militare fino al 1903. Nel 1905 venne accolta la domanda per diventare guida alpina: il suo nome appare nell'elenco delle guide alpine con la qualifica di portatore. Il 22 luglio 1907 diventa guida alpina dopo un corso di tre settimane tenutosi a Villach. Nel 1911 divenne, insieme a Celestino de Zanna e Bortolo Barbaria, istruttore di sci. Furono i primi maestri di sci di Cortina.
Durante la prima guerra mondiale fu arruolato nei Kaiserjäger e combatté sull'Isonzo, sul Mangart, sull'Ortles e in Presanella. Successivamente venne trasferito in Val Gardena come istruttore e guida militare.
L'ultima via che aprì fu sulla parete nord ovest della Punta di Michele (gruppo del Cristallo) il 28 luglio 1944, all'età di 65 anni.
Morì a Cortina d'Ampezzo il 21 aprile 1956, all'età di 77 anni.

## Carriera alpinistica

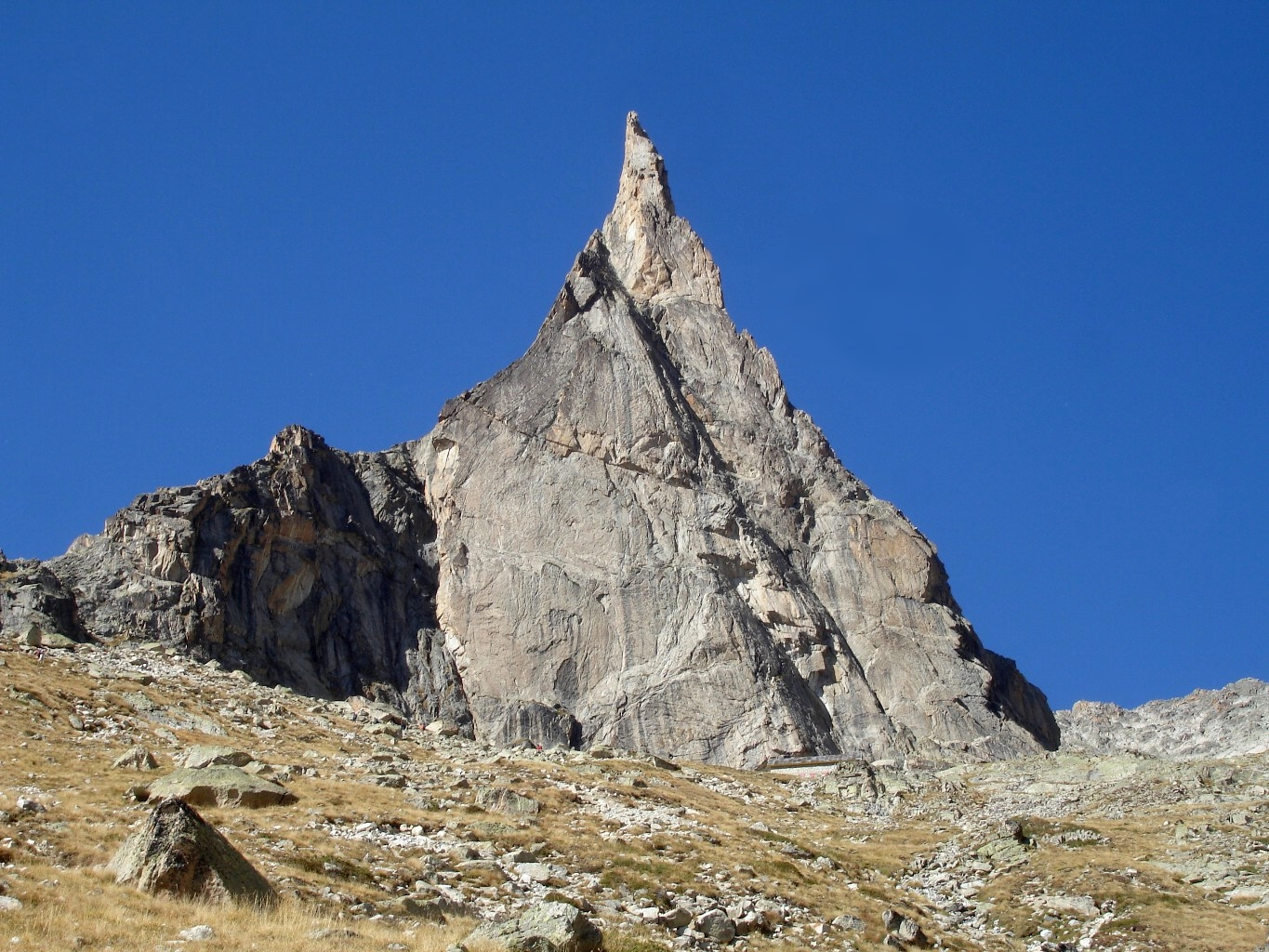
Aiguille Dibona

L'attività alpinistica di Dibona spaziò all'intero arco alpino: oltre 70 vie portano il suo nome. Fra queste si ricordano:
- parete ovest della Roda di Vaèl (Gruppo del Catinaccio) aperta nel 1908 (IV e V, 500 m);
- spigolo nord-est della Cima Grande di Lavaredo nel 1909 (III e IV, 600 m);
- parete sud-ovest del Sass Pordoi (Gruppo del Sella) nel 1910 (III e IV, 1000 m);
- parete nord di Cima Una nel 1910 (V e V+, 800 m);
- parete Ovest del Croz dell'Altissimo (Gruppo del Brenta) aperta il 16 agosto 1910 (V+ e VI, precursore del VI che Emil Solleder realizzerà 15 anni dopo);
- parete ovest della Cima sud della Croda dei Toni nel 1910 (IV+, 600 m);
- parete nord del Sassolungo al Campanile Ovest nel 1911 (da IV a V+, 1400 m);
- parete est del Monte Popera nel 1911 (IV e V, 700 m);
- spigolo nord di Cima Popera nel 1911 (IV e V, 700 m);
- parete nord-est della Croda Rossa di Sesto nel 1911 (IV+, 1000 m);
- parete nord della Lalidererwand (Karwendel) nel 1911 (V, 900 m);
- parete sud de La Meije, aperta nel 1912 (fino al V+, 1300 m di sviluppo);
- Pain de Sucre (diventato poi Aiguille Dibona) (Alpi del Delfinato) aperta il 27 giugno 1913 (III e IV, 350 m);
- couloir nord-ovest del Dome de Neige (Alpi del Delfinato) aperta nel 1913 (60° e V, 1000 m);
- Arete de Coste Rouge (Alpi del Delfinato) all'Ailefroide aperta nel 1913 (III e IV, 800 m);
- spigolo ENE del Dent du Requin (Monte Bianco) nel 1913;
- Aiguille du Plan da sud-est (Massiccio del Monte Bianco) nel 1913;
- Torre Leo (Cadini di Misurina) nel 1913 (V, 80 m);
- parete sud-ovest della Tofana di Rozes, nel 1934 (IV+, 800 m).

## Riconoscimenti
Le vie che portano il nome di Angelo Dibona si trovano in tutto l'arco alpino. L'Aiguille Dibona in Francia e il Campanile Dibona sul Piz Popena portano il suo nome. Nel 2012 gli è stata dedicata la piazza principale di Cortina, dove si trova il suo monumento realizzato dallo scultore Murer nel 1976.